# Kadiana
Kadiana is een gemeente (commune) in de regio Sikasso in Mali. De gemeente telt 20.000 inwoners (2009).